# Ca n'Elies (Argentona)
Ca n'Elies és una obra d'Argentona (Maresme) protegida com a Bé Cultural d'Interès Local.

## Descripció
Masia de quatre cossos perpendiculars a façana amb coberta a dues vessants.
Els elements que destaquen d'aquest edifici són el rellotge de sol i un portal de pedra granítica d'accés al magatzem.
A l'hort de davant hi ha una caseta-vigia que servia per a vigilar que no robessin quan era una indústria tèxtil, durant el segle xix.